# Tjårojauratj
Tjårojauratj är en sjö i Jokkmokks kommun i Lappland och ingår i Luleälvens huvudavrinningsområde. Sjön har en area på 0,419 kvadratkilometer och ligger 399,2 meter över havet.

## Delavrinningsområde
Tjårojauratj ingår i det delavrinningsområde (740843-164891) som SMHI kallar för Utloppet av Parkijaure. Medelhöjden är 345 meter över havet och ytan är 64,28 kvadratkilometer. Räknas de 262 avrinningsområdena uppströms in blir den ackumulerade arean 4 892,5 kvadratkilometer. Lilla Luleälven (Tarraätno) som avvattnar avrinningsområdet har biflödesordning 2, vilket innebär att vattnet flödar genom totalt 2 vattendrag innan det når havet efter 218 kilometer. Avrinningsområdet består mestadels av skog (61 procent). Avrinningsområdet har 21,86 kvadratkilometer vattenytor vilket ger det en sjöprocent på 34 procent.